# لودفيغ جومبلوفيتش

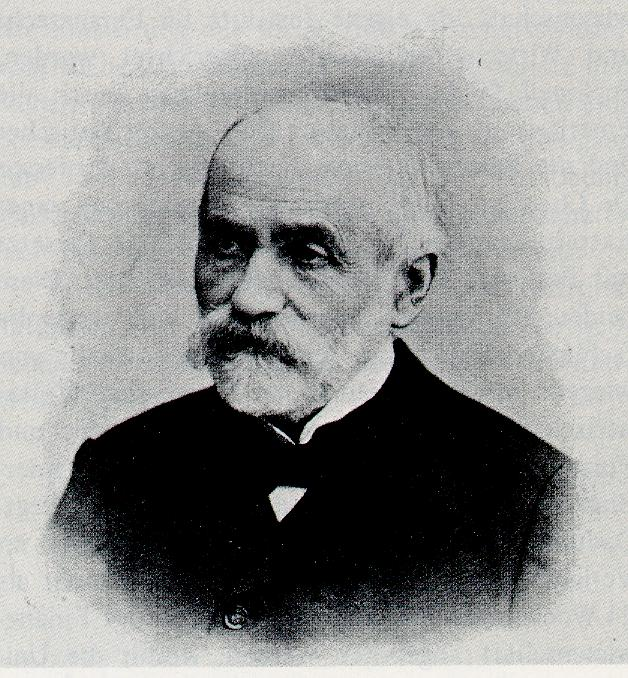
لودفيغ جومبلوفيتش.

لودفيغ جومبلوفيتش (9 مارس 1838، كراكوف-20 أغسطس 1909، غراتس، النمسا والمجر )، هو عالم اجتماع بولندي. كان أيضًا قانونياً وعالمًا سياسيًا درس القانون الدستوري والإداري في جامعة غراتس. 

## المنشورات
- Grundriss Der Sociologie / الخطوط العريضة لعلم الاجتماع. (1899) ترجمها فريدريك مور. 1975 ، أرنو برس.
- دير راسينكامب / The Race Struggle.(1883)
- نظام علم الاجتماع (1887)-باللغة البولندية
- العرق والدولة (1875)

## روابط خارجية
- لودفيغ جومبلوفيتش على موقع الموسوعة البريطانية (الإنجليزية)